# Adarnassé Ier de Tao
Pour les articles homonymes, voir Adarnassé Ier.
Adarnassé Ier Bagration (mort en 807) est un prince géorgien de la famille des Bagrations de la fin du VIIIe siècle.

## Biographie
Adarnassé Bagration est le fils de Vasak Bagratouni, un prince de la famille royale d'Arménie qui s'exile en Géorgie lors de l'invasion par les Arabes musulmans de son pays en 772/775. Sa mère quant à elle est une fille de Gouaram III, un prince-primat d'Ibérie de la famille des Gouaramides.
À la mort de son père, vers 780, il acquiert les domaines de Tao, puis annexe à cette province celle de Klardjéti et devient le premier duc de Tao-Klardjéti. En 786, son cousin (fils de son oncle maternel) Stéphanos III d'Ibérie meurt et il récupère alors ses domaines de Djavakhéti et de Calarzène. Laissant la Tao-Klardjéti à son fils aîné Achot, il passe le restant de sa vie en Djavakhéti où il meurt en 807.

## Famille et descendance
Adarnassé Bagration a épousé une fille de Nersé Ier, Prince-Primat d'Ibérie, dont il a eu trois enfants :
- Achot, Prince-Primat d'Ibérie ;
- Gourgen, Eristavi ;
- Latori, qui épouse Djouancher, Mthawar d'Ibérie.